# Broad Brook (Connecticut)
Broad Brook es un lugar designado por el censo ubicado en el condado de Hartford en el estado estadounidense de Connecticut. En el año 2000 tenía una población de 3.469 habitantes y una densidad poblacional de 226.2 personas por km².

## Geografía
Broad Brook se encuentra ubicada en las coordenadas 41°54′44″N 72°32′42″O / 41.91222, -72.54500.

## Demografía
Según la Oficina del Censo en 2000 los ingresos medios por hogar en la localidad eran de $50,417, y los ingresos medios por familia eran $58,138. Los hombres tenían unos ingresos medios de $38,222 frente a los $32,250 para las mujeres. La renta per cápita para la localidad era de $23,244. Alrededor del 4.6% de la población estaban por debajo del umbral de pobreza.